# Kanton Sedan-1
Der Kanton Sedan-1 ist ein französischer Wahlkreis im Département Ardennes in der Region Grand Est. Er umfasst einen Teilbereich der Stadt Sedan und zehn weitere Gemeinden im Arrondissement Sedan. Durch die landesweite Neuordnung der französischen Kantone wurde er 2015 neu geschaffen.

## Gemeinden
Der Kanton besteht aus neun Gemeinden und Gemeindeteilen mit insgesamt 13.111 Einwohnern (Stand: 1. Januar 2022) auf einer Gesamtfläche von 98,15 km²:
| Gemeinde           | Einwohner 1. Januar 2022 | Fläche km² | Dichte Einw./km² | Code INSEE | Postleitzahl |
| ------------------ | ------------------------ | ---------- | ---------------- | ---------- | ------------ |
| Cheveuges          | 470                      | 8,90       | 53               | 08119      | 08350        |
| Donchery           | 1.989                    | 27,36      | 73               | 08142      | 08350        |
| Noyers-Pont-Maugis | 670                      | 9,32       | 72               | 08331      | 08350        |
| Saint-Aignan       | 151                      | 7,74       | 20               | 08377      | 08350        |
| Sedan              | 5.216                    | 8,75       | 596              | 08409      | 08200        |
| Thelonne           | 404                      | 3,84       | 105              | 08445      | 08350        |
| Villers-sur-Bar    | 240                      | 5,45       | 44               | 08481      | 08350        |
| Vrigne aux Bois    | 3.524                    | 22,57      | 156              | 08491      | 08330        |
| Wadelincourt       | 447                      | 4,22       | 106              | 08494      | 08200        |
| Kanton Sedan-1     | 13.111                   | 98,15      | 134              | 0814       | –            |

1. ↑   Nur der südwestliche Teil der Gemeinde, der Rest verteilt sich auf die Kantone Sedan-2 und Sedan-3.

## Veränderungen im Gemeindebestand seit der landesweiten Neuordnung der Kantone
2017: Fusion Bosseval-et-Briancourt und Vrigne-aux-Bois → Vrigne aux Bois

## Politik
| Vertreter im Departementrat | Vertreter im Departementrat          | Vertreter im Departementrat |
| Amtszeit                    | Namen                                | Partei                      |
| --------------------------- | ------------------------------------ | --------------------------- |
| 2015–2021                   | Jean Godard Evelyne Welter           | LR DVD                      |
| 2021–                       | Jean Godard Inès Regnault de Montgon | LR RE                       |